# Sfinxens Hemmelighed
|  | Denne artikel er oprettet af botten PalnaBot ud fra en ekstern database. Den kan derfor have sproglige fejl eller mangler. Denne skabelon kan fjernes efter kontrol af indholdet. |

Sfinxens Hemmelighed er en film fra 1918 instrueret af Robert Dinesen efter manuskript af A.V. Olsen, Alfred Kjerulf.